# Bedřich Hostička
Bedřich Hostička (9. dubna 1914 v Praze – 30. května 1996 Egg u Curychu, Švýcarsko) byl právník a tajemník Československé strany lidové. V politickém procesu s Miladou Horákovou a spol. byl odsouzen k trestu žaláře na dvacet osm let, zostřenému půlletně tvrdým ložem. V roce 1963 byl amnestován. Spolu s Františkem Přeučilem se dožil plné rehabilitace v roce 1990.

## Život
V roce 1945 vstoupil do Československé strany lidové a začal působit v jejím aparátu – nejprve jako okresní funkcionář, posléze jako zaměstnanec právního odboru a nakonec jako tajemník stranického ústředí.
Po komunistickém převratu v únoru 1948 zůstal Hostička členem lidové strany. Dne 22. srpna 1949 byl zatčen Státní bezpečností pro podezření z protikomunistické činnosti. Později byl zařazen do procesu se skupinou Milady Horákové jako zástupce lidové strany a špion Vatikánu. Podle jeho pozdější výpovědi byl za použití fyzického násilí nucen podepisovat přiznání k činům, kterých se nikdy nedopustil, vyšetřovatelé na něj též činili nátlak prostřednictvím jeho malého syna.
Byl vězněn v Praze-Ruzyni, na Mírově, v Leopoldově a ve Valdicích. V roce 1963 byl podmínečně propuštěn a žil v Rakovníku, v roce 1968 emigroval od Švýcarska, kde pracoval v Creditbank. Syn Bedřich Hostička (* 1944) se stal vědcem v oblasti mikroelektroniky.